# Универзитетски Центар за развој каријере и саветовање студената Универзитета у Београду
Универзитетски Центар за развој каријере и саветовање студената је центар Универзитета у Београду намењен ангажовању младог стручног кадра на пројектима, пружању праксе, обуке и саветовања младих. Налази се у улици Студентски трг 1.

## Историјат
Савет Универзитета у Београду је, на иницијативу Фондације Престолонаследника Александра за образовање, 2006. године основао Центар за развој каријере и саветовање студената као своју организациону јединицу са идејом да унапреди сарадњу са привредом и да студентима и дипломираним студентима обезбеди организован систем подршке у унапређењу вештина запошљивости. Баве се оглашавањем програма пракси и конкурса за посао, учешћем у програмима за унапређење запошљивости, презентовањем компанија на факултетима на неформалним местима, на сајту и сајмовима и учешћу у истраживањима. Неки од програма Центра за развој каријере и саветовање студената су „Вештине без којих нема успеха”, „Лекције из праксе”, „Кадар да будем кадар”, „Завршавам факултет – шта даље”, „Каријера у инвестиционом банкарству”, „Каријера у маркетингу”, „Каријера у HR–у” и „Каријера у области обновљиве енергије”. Кључна улога Центра је помагање студентима Универзитета у Београду у развоју оних знања и вештина које сматрају да ће им бити од значаја при запошљавању, помагање студентима у стицању радног искуства током студирања и сазнања о свету пословања и припрема студената за прелазак на следећи ниво развоја каријере након дипломирања. Циљеви Центра су обезбеђивање делотворног система подршке студентима и дипломцима у развоју знања и вештина за које верују ће им бити од значаја при запошљавању или наставку образовања, повећање процента студената и дипломаца који су стекли релевантно радно искуство током студирања или убрзо након дипломирања, остваривање сарадње са свим факултетима Универзитета у Београду и јачање интегративне улоге Универзитета у Београду и промоција студената и дипломаца Универзитета у Београду као будућих стручњака у различитим областима рада и Универзитета у Београду као водеће институције за високо образовање у региону.